# Deschampsia patula
Deschampsia patula là một loài thực vật có hoa trong họ Hòa thảo. Loài này được (Phil.) Skottsb. mô tả khoa học đầu tiên năm 1916.